# Блашкович, Филип
Филип Блашкович (сербохорв. Filip Blašković / Филип Блашковић; род. 5 июля 1945 года в Славонски-Броде) — югославский футболист, играл на позиции полузащитника. Большую часть карьеры провёл в «Динамо» (Загреб).

## Биография
Филип Блашкович начал свою профессиональную карьеру в 1965 году в составе загребского «Динамо», где выступал 11 лет. В сезоне 1969/70 был признан лучшим хорватским футболистом в Югославии, по версии издания Sportske novosti. Он трижды завоёвывал серебро чемпионата Югославии и выиграл Кубок Югославии 1969 года, а также Кубок ярмарок 1966/1967, где «Динамо» обыграло «Лидс Юнайтед» с общим счётом 2:0. Он провёл за клуб 234 матча и забил три гола.
В 1976 году он уехал в Канаду, в «Торонто Метрос-Кроэйша», где играл два года. С этой командой он выиграл NASL. Он закончил свою карьеру в БСК в 1978 году.
24 сентября 1969 года Филип Блашкович провёл свой единственный матч за сборную Югославии. Это был товарищеский матч против СССР в Белграде.